# Charlie Teagarden
Charles „Charlie“ Teagarden (* 19. Juli 1913 in Vernon, Texas; † 10. Dezember 1984 in Las Vegas) war ein US-amerikanischer Jazz-Trompeter des Traditional Jazz und Swing, jüngerer Bruder des Posaunisten Jack Teagarden.
Teagarden spielte zunächst bei Peck Kelley und in Bands in Oklahoma (Herb Cook and his Oklahoma Joy Boys, Frank Williams and his Oklahomans) und ab 1929/1930 zusammen mit seinem Bruder bei Ben Pollack (mit dem er sein Aufnahmedebüt hatte), bei Red Nichols (1931),  Roger Wolfe Kahn (1932) und Paul Whiteman (Dezember 1933 bis 1940). Während der Zeit bei Whiteman arbeitete er auch als Freelancer und bildete kurzzeitig 1936 mit Frank Trumbauer und seinem Bruder „The Three T’s“. September 1940 war  er in der Band seines Bruders (Jack Teagarden and His Orchestra), spielte dann in einer Show von Ethel Waters und leitete bis 1942 eine eigene Band. Ende 1942 wurde er eingezogen (Dienst auf Fähren) und arbeitete nach der Entlassung als freischaffender Musiker in Los Angeles. 1946 war er bei Harry James und bei seinem Bruder Jack und 1947 bis 1951 spielte er bei Jimmy Dorsey. Zur Wende 1950/51 war er mehrere Monate bei Ben Pollack. 1951 spielte er kurz bei seinem Bruder und bei Jerry Gray im Studio, wie auch sonst viel in den 1950ern. 1951/52 hatte er ein eigenes Trio mit Ray Bauduc und Jess Stacy. 1954 bis 1958 spielte er viel mit den Bobcats von Bob Crosby. Ab 1959 zog er nach Las Vegas, wo er in Shows und in Hotels spielte (er leitete lange eine Band im Cinderella Club) und viel für das Fernsehen arbeitete. 1963 kam es auf dem Monterey Jazz Festival noch einmal zu einer Wiedervereinigung mit seinem Bruder Jack, seiner Schwester Norma und seiner Mutter Helen (beides  Pianistinnen). In den 1960ern spielte er unter anderem mit Pete Fountain und trat beim Jazzfestival in Aspen 1965 auf. Ab den 1970er Jahren zog er sich zurück. Er arbeitete zuletzt für die Musikergewerkschaft.
Er nahm nur einmal unter eigenem Namen auf (bei Coral 1962, „The Big Horn of Little T“), allerdings soll eine weitere Platte unter Lionel Hamptons Namen 1963 erschienen sein. Sein Spitzname war „Little T“, und er stand zeitlebens im Schatten seines älteren Bruders Jack („Big T“). Sein Bruder Cub Teagarden war Schlagzeuger.